# العلاقة بين الأفلام الإباحية عن الأطفال والاعتداء الجنسي على الأطفال
يتم دراسة العلاقة بين الأفلام الإباحية عن الأطفال والاعتداء الجنسي على الأطفال في العديد من الدراسات. وهناك خلافات كثيرة قائمة حول العلاقة السببية بين الإثنين، ووجهات النظر تندرج في واحدة من الثلاثة وجهات الآتية:
- مشاهدة الأفلام الإباحية عن الأطفال تزيد من احتمالية ارتكاب الفرد للاعتداء الجنسي على الأطفال. وذلك لأن الأفلام الإباحية تجعل الاشتهاء الجنسي للأطفال أمرًا طبيعيًا أو مشروعًا كما أن تلك الأفلام ربما تتوقف عن إرضاء المتفرج.
- مشاهدة الأفلام الإباحية عن الأطفال تقلل من احتمالية ارتكاب الفرد الاعتداء الجنسي على الأطفال؛ وذلك لأن الأفلام الإباحية تعمل كبديل للمخالفات الواقعية. هناك اقتراح بأن الأفلام الإباحية المحاكية عن الأطفال تعمل كبديل عن الاعتداء الجنسي على الأطفال وبالتالي فإن الأطفال على أرض الواقع لا يتم إيذائهم.
- لا توجد علاقة متبادلة بين مشاهدة الأفلام الإباحية عن الأطفال وواقعات الاعتداء الجنسي على الأطفال، أو إن الدليل المتاح غير كافي لإيجاد أي استنتاجات على الإطلاق.

## وجهات النظر حول زيادة نية الإجرام الجنسي

### فكرة عامة
هناك وجهة نظر تقول بأن التعرض لمشاهدة الأفلام الإباحية عن الأطفال يروج لنية الإجرام الجنسي وإلا فإنه لن يوجد. ربما يحدث هذا الترويج عن طريق مواد إباحية تُشرّع الاهتمام الجنسي بالقاصرين. إخفاء الهوية (أو لو صدّق بأنه يوجد إخفاء للهوية) ربما يخفف القيود الداخلية المُسهلة بوجود الصور المتحركة والتي تجعل التصرف الجنسي الإجرامي مع الأطفال لائقًا أكثر خاصة إذا كان الشخص لديه دوافع جنسية سابقة تجاه الأطفال أو عن طريق خلق اهتمامات جنسية جديدة تجاه الأطفال. هناك مقالة مراجعة تنص على أن تلك الافتراضات معقولة ولكن ينقصها الوضوح فيما يخص إمكانية تطبيق تلك الطرق بوجهٍ عام. لقد لاحظ المشرعين أيضًا أن «ضمن مجموعة من الأشخاص الذين لديهم استعداد وراثي وسهولة الوصول للعديد من الأفلام الإباحية المتنوعة والرائعة وذات الجودة العالية عن الأطفال، تكون تلك الأفلام بديلًا عن التورط مع ضحايا حقيقيين».
طبقًا للرابطة الوطنية لأعضاء النيابة العامة للدوائر القضائية الأمريكية «في ضوء الصلات الموثقة بين الأفراد الذين يشاهدون الأفلام الإباحية عن الأطفال والأفراد الذين يضايقون الأطفال بالفعل، فإن كل قضية عن الأفلام الإباحية عن الأطفال ينبغي أن يتم تمييزها كعلامة حمراء على إمكانية مضايقة طفل على أرض الواقع». جون كار عضو مؤسس للوزارة الداخلية للمملكة المتحدة على الإنترنت -الفرقة المعنية بحماية الأطفال- صرح في تقرير نُشر بواسطة البيت المحلي للأطفال بأن «العديد من متحرشي الأطفال يعرفون أن مشاهدة صور الاعتداء الجنسي على الأطفال تؤجج تخيلاتهم الجنسية وهذا يلعب دورًا مهمًا في جعلهم يرتكبون فعليًا الاعتداء الجنسي على الأطفال».